# سیارک ۷۶۲۰
سیارک ۷۶۲۰ (به انگلیسی: 7620 Willaert، نامگذاری:4077P-L) هفت هزار و ششصد و بیستمین سیارک کشف شده‌است که در ۲۴ سپتامبر ۱۹۶۰ کشف شد.
قدر مطلق سیارک برابر ۱۴٫۷۰ است.